# Фестиваль Северной Норвегии
Фестиваль Северной Норвегии (норв. Festspillene i Nord-Norge) — культурное мероприятие и фестиваль, проводимый ежегодно в июне в Харстаде, фюльке Тромс, Норвегия. Организатором фестиваля является фонд с одноимённым названием. Целью фонда является укрепление художественной и культурной жизни в Северной Норвегии.
Фестиваль длится одну неделю в июне и включает в себя концерты в широком спектре жанров, художественные выставки, театральные и кино-спектакли. Одновременно с фестивалем проходит Норвежский фестиваль молодёжной культуры (норв. Nordnorsk Ungdomskulturfestival) и Детский праздник (норв. Barnas festspill), включающий в себя как спектакли, так и мастер-классы по нескольким предметам искусства. Концерты также проводятся за пределами Харстада.

## История
Идея проведения северо-норвежского музыкального фестиваля принадлежит журналисту газеты Harstad Tidende Яну Кристиану Нильсену (норв. Jan Kristian Nilsen), который высказал её 8 апреля 1964 года. Первый фестиваль был организован 5-13 июня 1965 года. Начиная с 1966 года в программу фестиваля включены представления для детей и молодежи.
С 1995 по 2015 год фестиваль был признан фестивалем национального значения (норв. knutepunktfestival) и получал финансирование из государственного бюджета. Финансирование фестиваля осуществляется за счет средств из региональных советов Финнмарка, Тромса и Нурланна, а также муниципалитета Харстада. Фонд Фестиваля Северной Норвегии ежегодно распределяет 1,3 млн норвежских крон на художественные и туристические гранты, целью которых является стимулирование искусства и культуры в регионе и содействие трансграничным проектам в области исполнительского искусства, музыки и визуального искусства. С августа 2015 года генеральным директором Фестиваля является Мария Утси.